# Brassband Willebroek
Brassband Willebroek v.z.w. (BBW) is een Belgische brassband uit Willebroek, die opgericht werd in 1979.

## Geschiedenis
Uit de schoot van de toenmalige Muziekacademie van Willebroek werd de Brassband Willebroek opgericht en is sinds 1985 een zelfstandige vereniging zonder winstoogmerk. Initiatiefnemer en spiritus rector is de dirigent Frans Violet. In deze brassband zitten naast studenten van de muziekconservatoria ook liefhebber-muzikanten. Van begin aan musiceerden zij op een zeer hoog niveau. Door de succesrijke deelname aan prestigieuze internationale wedstrijden en festivals heeft het orkest zich in binnen- en buitenland een naam gemaakt.
De band heeft drie albums op haar naam staan. De laatste cd Elgar Variations is verkozen tot de ‘BBC Radio 2 Brass Band Album of the Year’.
Als Cultureel Ambassadeur profileerde Brassband Willebroek zich de laatste 15 jaar meer en meer als een echt competitie- en concertorkest: drie- tot viermaal per jaar wordt deelgenomen aan prestigieuze internationale wedstrijden en brassband festivals. Zo is BBW recordhouder met 21 Belgische titels.
Op het Europees Brassband Kampioenschap 1993 in Plymouth behaalde Brassband Willebroek de eerste prijs. Hiermee zorgde het voor een unicum: Het kampioenschap winnen als een continentale band onder leiding van een eigen (en dus continentale) dirigent. In 2006 in Belfast en in 2007 Birmingham werd Brassband Willebroek wederom Europees kampioen.
In 2017 schreef BBW opnieuw geschiedenis: zij mag zich als eerste Belgische band ooit vier jaar wereldkampioen noemen na het winnen van het Wereld Muziek Concours in Kerkrade.

## Dirigenten
- 1979-heden Frans Violet